# الأخدود (نجران)
الأُخدود وعرفت سابقاً باسم «رقمات» هي مدينة تاريخية ويعود تاريخ القلعة التي تشكل العنصر الأبرز في الموقع إلى الفترة الممتدة من 500 ق.م إلى منتصف الألف الأول الميلادي وهي فترة الاستيطان الرئيس للموقع. تقع الأخدود على ضفاف وادي نجران في منطقة نجران في المملكة العربية السعودية. اشتهرت المدينة بالمذبحة التاريخية التي أوقعها ذو نواس الملك الحميري في سنة 520 بحق مسيحيي المنطقة (أصحاب الأخدود) وهو الأمر الذي سجل في القرآن الكريم.

## التسمية
سميت الأخدود بهذا الاسم، نسبةً إلى الأخدود الذي تم حفره وإشعاله بالنار، وإلقاء المؤمنين بالدين الجديد فيه. وأخدود، يعني: شَقٌّ مستطيل غائر في الأرض، أو فتحة عميقة في الأرض.

## وصف المدينة والتنقيب
المدينة مربعة الشكل وتبلغ مساحتها 4 كيلو مترات مربعة، وتقع على الحزام الجنوبي لوادي نجران، على بعد 25 كيلو متر من مدينة نجران بين قريتي القابل والجربة. بدأ التنقيب في المنطقة في نهايات القرن العشرين. اكتشفت العديد من القطع الأثرية والمدافن والقبور والتي يعود بعضها إلى قبل الميلاد وبعضها إلى الحقب الإسلامية. أظهرت الحفريات أن القبور تقع في الجزء الجنوبي في حين كانت المنطقة الشمالية من المدينة والجنوبية من القبور مستخدمة لسكن المسلمين وقبورهم والتي سجل على بعضها اسم صاحبها وتاريخ وفاته. القلعة الرئيسة لا يوجد بها أيّة آثار إسلامية، واكتشف المنقبون مسجداً يعود إلى القرن الهجري الأول في الجزء الشمالي من المدينة. عثر على بعض الكتابات والتي تعود إلى حقبة ممالك جنوب شبه الجزيرة العربية.
المباني لم يبق منها إلا أساساتها وجدرانها، وعثر على قطع حجرية ضخمة، وعثر على منطقة السوق. عثر أيضاً على فخار يعود إلى تلك المنطقة، بالإضافة إلى بعض المجوهرات المصنوعة من الفضة والنحاس والذهب. المدينة محاطة بسور حجري ومزين من الأعلى وتنتشر أشجار الأراك بعد الدخول من بوابة السور وبعد الأشجار توجد قلعة متهدمة عليها نقوش ورسوم حيوانية وإنسانية وأسماء لأشخاص منقوشة على الجدران. تنتشر في المنطقة آثار الرماد والعظام المتفحمة.

## أهم الاكتشافات الأثرية
- رحى حجرية: عبارة عن مطحنة كبيرة مصنوعة من الجرانيت كانت تستخدم لطحن الحبوب الغذائية، وجدت في شمال شرق الأخدود في منطقة يعتقد بأنها سوق قديم.
- جرة فخارية مملوءة بعملات فضية: تعرف بالكنز، وهي الاكتشاف الأول من نوعه في الجزيرة العربية. يعود تاريخها إلى القرن الأول الميلادي في مدة حكم الملك القتباني يدع أبينف.
- ألواح معدنية: كتبت عليها عبارات دينية بخط المسند الجنوبي.
- مسلة حجرية: عثر عليها في وسط الحصن ضمن مجموعة ألواح حجرية، وكتب عليها رموز دينية.
- مباخر (مجامر): وجدت مجموعة منها نحتت من الجرانيت ومكتوب عليها أسماء لأنواع من البخور.
- أواني فخارية.
- مذابح: تجسد أشكالا لرؤوس حيوانات.
- تماثيل.
- مسجد: تم اكتشافه في 1417هـ، ويرجع تاريخ بنائه إلى القرن الأول الهجري.[6][7][8]

## البقايا الأثرية

### موقع الأخدود الجنوبي
إن من الآثار الباقية في موقع الأخدود الجنوبي بقايا سور الأخدود وقصوره، وهي موجودة على هيئة مباني وأنقاض رسم عليها رسوم فنية تتميز بروعتها، كما نقش عليها نقوشًا معينية وسبئية وكوفية

## تسلسل زمني للحضارات
- من 1,5 مليون سنة إلى 2,000 سنة قبل الميلاد، وتضم حضارة العصر الحجري القديم.[2]
- من 1,000 قبل الميلاد إلى 300 قبل الميلاد، وهي حقبة نشأة المدينة وتحولها إلى مدينة تجارية وأبرز آثار هذه الفترة هي القلعة المتهدمة، ووجدت نقوش تدل على أن المنطقة عرفت باسم نجران.[2]
- من 300 قبل الميلاد إلى ظهور الإسلام، وتعرف بحقبة البيزنطية وتركزت في شمال شرق المدينة وأبرز أحداث هذه الحقبة هي قصة أصحاب الأخدود.[2]
- من ظهور الإسلام إلى القرن الهجري الرابع، وهي حقبة سقوط المدينة حيث لم تعد مركزاً لنجران وقل الاستيطان في المدينة وبدأ الناس بالانتشار.[2]

## في الإسلام
صَوَّرَ القرآنُ ما حدث لأصحاب الأخدود من إحراقٍ ووصفهم بالمؤمنين بالله، حيث يقول في سورة البروج: ﴿قُتِلَ أَصْحَابُ الْأُخْدُودِ ۝٤ النَّارِ ذَاتِ الْوَقُودِ ۝٥ إِذْ هُمْ عَلَيْهَا قُعُودٌ ۝٦ وَهُمْ عَلَى مَا يَفْعَلُونَ بِالْمُؤْمِنِينَ شُهُودٌ ۝٧ وَمَا نَقَمُوا مِنْهُمْ إِلَّا أَنْ يُؤْمِنُوا بِاللَّهِ الْعَزِيزِ الْحَمِيدِ ۝٨ الَّذِي لَهُ مُلْكُ السَّمَاوَاتِ وَالْأَرْضِ وَاللَّهُ عَلَى كُلِّ شَيْءٍ شَهِيدٌ ۝٩﴾ [البروج:4–9].

## البعثة السعودية الفرنسية للتنقيب
في عام 2016، وقّعت الهيئة العامة للسياحة والتراث الوطني، اتفاقية مع المركز الوطني الفرنسي للبحث العلمي، حيث اكتشفت البعثة العديد من الآثار، أبرزها:
- اكتشاف عدد من المواقع، تعود إلى عصور ما قبل التاريخ، مثل موقع المندفن، الذي يرجع لنهاية عصر البليستوسين (120.000 - 12.000 قبل الميلاد) وبداية عصر الهولوسين.
- العثور على بقايا حيوانية متحجرة لظباء، وغزلان، وثيران وحشية، وحمير وحشية، وأبقار، وجمال، ونعام.
- العثور على أدوات حجرية صوانية، ومكاشط، ومثاقب، ورؤوس سهام، وفؤوس.
- العثور على عدد من المدافن الركامية، ترجع إلى العصر البرونزي.
- العثور على عددٍ كبير من النقوش، والرسوم الصخرية المتنوعة الآدمية والحيوانية. والعثور على كثير من نقوش الخط المسند.
- العثور على عدد من النقوش النبطية في موقع موادي شمسة.
- العثور على عدد من النقوش الكوفية، تؤرَّخ بالقرنين الأول والثاني الهجريين.

## نقوش مسندية
في فبراير 2023، أعلنت هيئة التراث، من خلال مشروع التنقيب الأثري بموقع الأخدود، اكتشاف عدد من "النقوش المسندية"، وثلاثة خواتم، ورأس ثور من البرونز، تعود إلى عصور ما قبل الإسلام، حيث ذكرت الهيئة أن النقوش المسندية المُكتشفة في موقع الأخدود، ذات طابع تذكاري، أهمها نقش كبير على حجر من الجرانيت، عبارة عن سطر واحد، يبلغ طوله 230 سم، وارتفاعه 48 سم، ويصل طول الحروف إلى 32 سم، ويُعدُّ أطول نقش مسندي في الأخدود.

## الأخدود الأثري
في يونيو2023، طورت هيئة التراث مركز زيارة "الأخدود الأثري"، ليكون محطة جديدة للمشاريع الإثرائية الثقافية، حيث يستقبل جميع الزوّار لإطلاعِهِم على تاريخ المنطقة، وما تحتويه من تفاصيل تاريخية.

## السياحة
تُعدُّ الأخدود من أهم الأماكن السياحية في السعودية، ومنطقة ذات أهمية تاريخية، وذلك لتنوع آثارها، وقد أصبحت جاذبةً للسائحين والمهتمّين، سواء من داخل السعودية أو من خارجها.

## صور إضافية

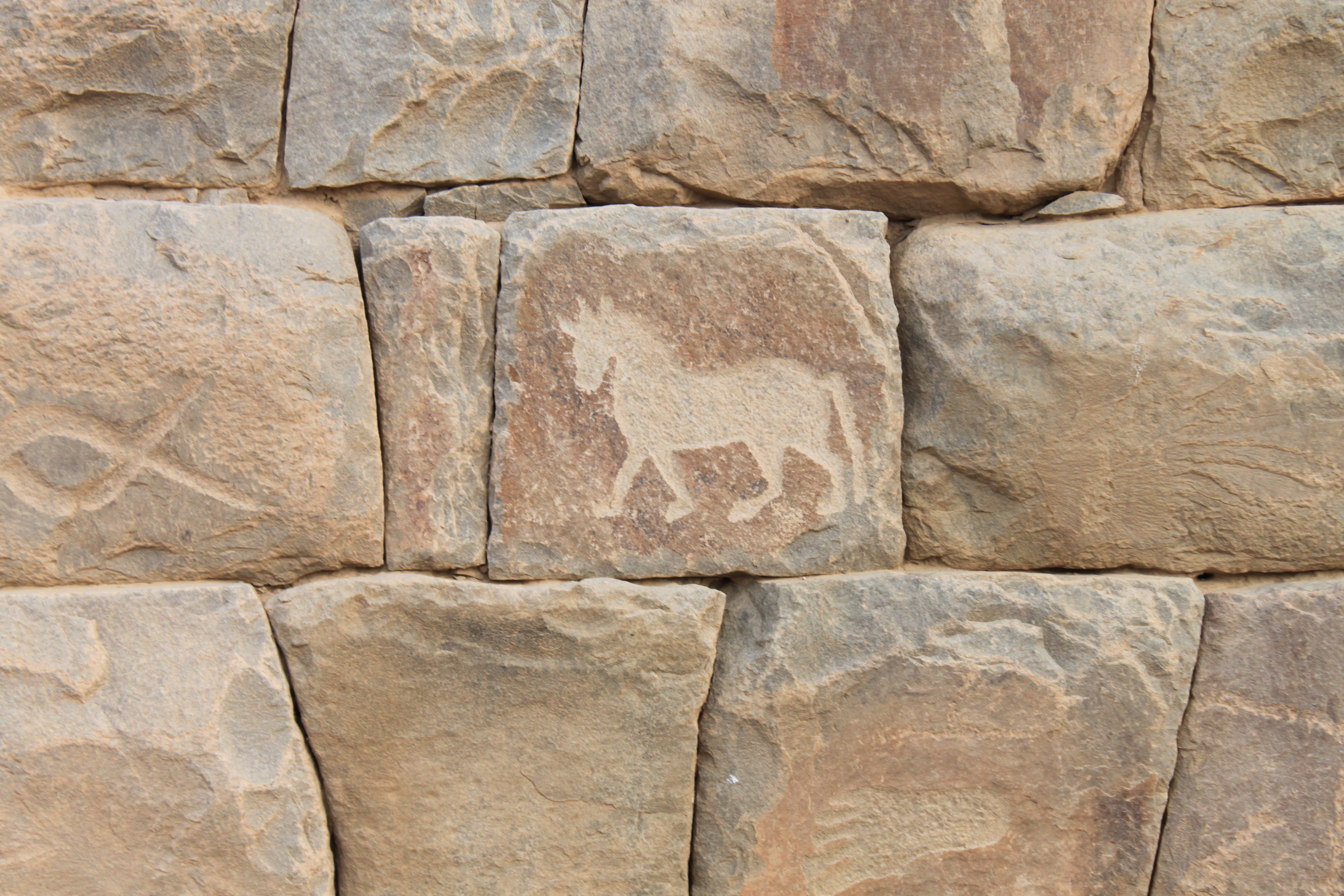
نقش على أحد الجدران
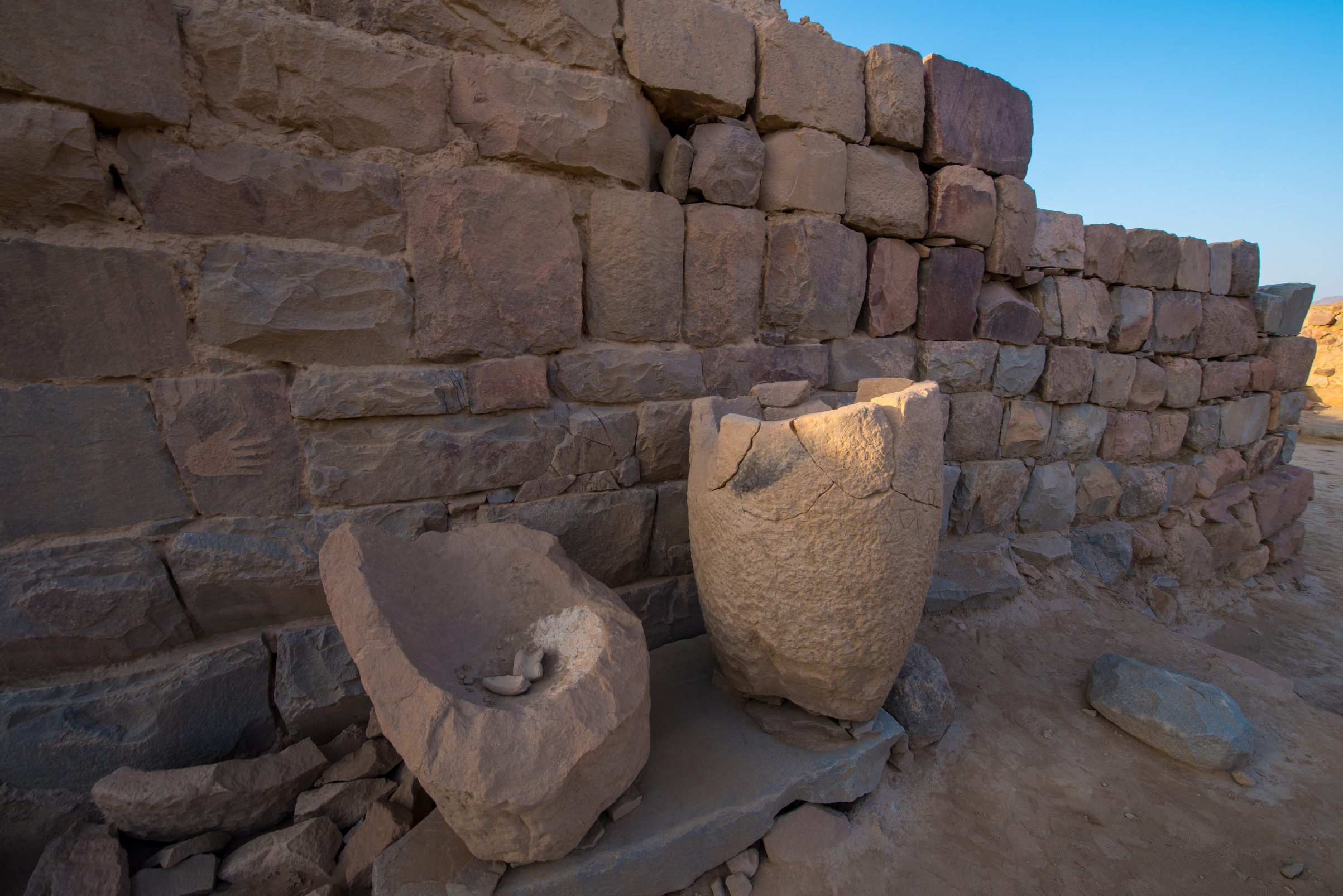
جانب من موقع الأخدود الاثري
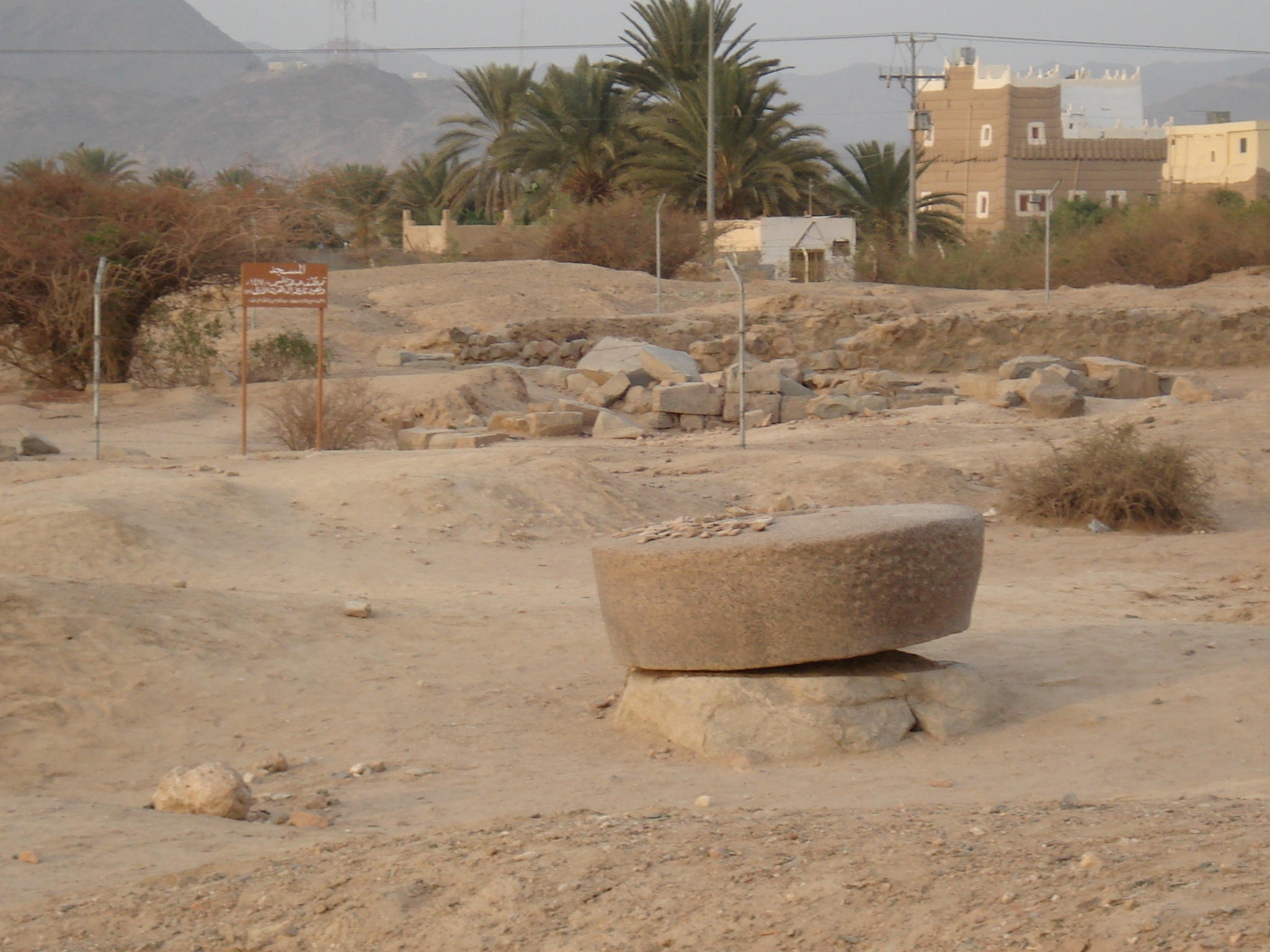
رحى الأخدود

## انظر أيضًَا
- المدن القديمة في السعودية

## وصلات خارجية
- «الأخدود» تعود إلى ألفي عام.. وتحكي قصتها سورة «البروج».